# Anthaxia iranica
Anthaxia iranica es una especie de escarabajo del género Anthaxia, familia Buprestidae. Fue descrita científicamente por Richter en 1949.